# Сапарева баня (община)
Община Сапарева баня е разположена в Югозападна България и е една от съставните общини на Област Кюстендил.

## География

### Географско положение, граници, големина
Общината е разположена в североизточната част на Област Кюстендил. С площта си от 180,921 km2 заема 8-о, предпоследно място сред 9-те общините на областта, което съставлява 5,93% от територията на областта. Границите ѝ са следните:
- на югозапад, запад и северозапад – община Дупница;
- на североизток, изток и югоизток – община Самоков, Софийска област.

### Природни ресурси

#### Релеф
Релефът на община Сапарева баня е твърде разнообразен – от равнинен, през ниско- и средно планински до високо планински.
Северната и северозападната част на общината (около 20% от територията ѝ) се заема от обширната и равна, леко наклонена на югозапад Горна Дупнишка котловина. Тук в коритото на река Джерман, северозападно от село Ресилово се намира най-ниската точка на общината – 545 m н.в.
Около 3/4 от площта на общината се заема от крайните северозападни части на Рила. Югозападно от долината на река Джерман до границата с община Дупница се простират северните склонове на Северозападния Рилски дял. В най-южната част на общината, западно от езерото Окото (от Седемте Рилски езера) се издига безименен връх с височина 2696 m, най-високата точка на община Сапарева баня. Районът източно и североизточно от долината на Джерман, до границата с община Самоков е зает от югозападните части на Лакатишкия дял на Рила. Северно от хижа „Вада“ се намира неговият първенец – връх Зекирица (1734 m).
На североизток от Горната Дупнишка котловина в пределите на общината попадат части от крайните югозападни склонове на планината Верила. Тук, в изворната област на река Семчин (десен приток на Джубрена, от басейна на Джерман), на границата с община Самоков надморската височина достига до 1310 m.

#### Води
Основна водна артерия на община Сапарева баня е река Джерман (ляв приток на Струма). Реката води началото си от Седемте Рилски езера. Тя тече на север и северозапад в дълбока и залесена долина, която служи за граница между двата дяла на Рила – Северозападна Рила и Лакатишка Рила. При град Сапарева баня реката излиза от планината, завива на запад, протича по югоизточната периферия на Горната Дупнишка котловина и северозападно от село Ресилово напуска пределите на общината. Нейни основни притоци в на територията на общината са: леви – Скакавица, Перущица, Валявица, Фудиня и Горица; десни – Джубрена. Левите ѝ водят началото си от Северозападна Рила, а река Джубрена – от Лакатишка Рила.
Освен с природните си забележителности Сапарева баня е прочута и със своите минерални извори. В град Сапарева баня извира най-горещата минерална вода в Европа 103 °C. Тук се намира и единственият по рода си на Балканския полуостров гейзер – забележителен природен феномен.

## Население

### Етнически състав (2011)
Численост и дял на етническите групи според преброяването на населението през 2011 г.:
|                     | Численост | Дял (в %) |
| Общо                | 7528      | 100,00    |
| Българи             | 7114      | 94,50     |
| Турци               | 1         | 0,01      |
| Цигани              | 161       | 2,14      |
| Други               | 9         | 0,12      |
| Не се самоопределят | 7         | 0,09      |
| Неотговорили        | 236       | 3,13      |

### Населени места
Общината има 5 населени места с общо население 6691 жители към 7 септември 2021 г.
| Населено място | Население (2021 г.) | Площ на землището km2 | Забележка (старо име)         | Населено място | Население (2021 г.) | Площ на землището km2 | Забележка (старо име)          |
| -------------- | ------------------- | --------------------- | ----------------------------- | -------------- | ------------------- | --------------------- | ------------------------------ |
| Овчарци        | 885                 | 18,824                |                               | Сапарева баня  | 3575                | 79,720                |                                |
| Паничище       | -                   | -                     | в з-щето на гр. Сапарева баня | Сапарево       | 1101                | 54,046                | Горна баня                     |
| Ресилово       | 1130                | 28,331                |                               | ОБЩО           | 6691                | 180,921               | 1 населено място е без землище |

## Административно-териториални промени
- Указ № 38/обн. 31 януари 1894 г. – преименува с. Мацакурово на с. Гюргево;
- МЗ № 168/обн. 22 януари 1943 г. – преименува с. Горна баня на с. Сапарева баня;
- Указ № 317/обн. 13.12.1955 г. – заличава с. Гюргево и го присъединява като квартал на с. Сапарева баня;
- Указ № 1942/обн. 17.09.1974 г. – заличава с. Сапарево и го присъединява като квартал на с. Сапарева баня;

– признава с. Сапарева баня за гр. Сапарева баня;
- Указ № 2932/обн. 30.09.1983 г. – отделя гр. Сапарева баня, селата Овчарци и Ресилово от община Станке Димитров и образува община Сапарева баня със седалище гр. Сапарева баня;
- Указ № 970/обн. 04.04.1986 г. – отделя кв. Сапарево от гр. Сапарева баня и го признава за отделно населено място – с. Сапарево;

– признава н.м. (планински курорт) Паничище за отделно населено място – с. Паничище.

## Транспорт
През общината преминават частично 2 пътя от Републиканската пътна мрежа на България с обща дължина 20,6 km:
- участък от 7,2 km от Републикански път II-62 (от km 51,7 до km 58,9);
- последният участък от 13,4 km от Републикански път III-6204 (от km 4,2 до km 17,6).

## Топографска карта
- Лист от карта K-34-59. Мащаб: 1 : 100 000.
- Лист от карта K-34-71. Мащаб: 1 : 100 000.

## Туризъм

### Екопътеки
- „По пътя на живата вода“ – името подсказва, че еко пътеката преминава около природни водни забележителности. Тя започва от гейзера в центъра на град Сапарева Баня, продължава покрай река Валявица, през Паничище, Паничешки езера и Скакавишкия водопад до Седемте Рилски езера. Местностите, покрай които туристите минават, са много подходящи за излети – има много зони за почивка, пейки, барбекюта, водни огледала и мосчета. От курорт Паничище може да се продължи по различни маршрути в Северозападна Рила, достигащи до различни хижи: х. „Пионерска“, резерват и х. „Скакавица“, х. „Рилски езера“, х. „Иван Вазов“, Рилски манастир, връх Мальовица и други;

- Екопътека „Горица“ – намира се в Кабулския дял на Рила, в район не така пренаселен от туристи. Пътеката преминава над с. Овчарци. Изключително подходящ маршрут за семеен туризъм. Началната точка на екопътеката е с. Овчарци. Маршрутът е кръгов и се връща обратно в селото. Той е изключително лек и приятен, с дължина около 2 км и се изминава спокойно за 40 минути. Пътеката преминава покрай редица природни забележителности като скални образувания, геоложки формации, вековни дървета, спокойни води и няколко водопада с различна височина. Крайната точка на маршрута е изключително красивия Овчарченски водопад – една от най-атрактивните забележителности в община Сапарева Баня. Той е най-ниско разположеният водопад в Рила – само на 900 м н.в. Височината на скокът му е 39 м, а водата пада на два прага. Обявен е за защитена природна забележителност през 1965 г.;

- Екопътека „Сапарева Баня – оброчище Св. Варвара – Езерището“ – на пътя от Сапарева баня в посока Паничище, до бившето Горско стопанство тръгва широка пътека на югоизток, която преминава покрай Гьолова нива, м. Шамако и излиза на Янкова нива. Намира се на 120 м над р. Джерман. Тук през годините са разкривани тракийски некрополи, а местността преди време е била римско предохранително градище. Пътеката продължава нагоре и извежда на оброчище „Света Варвара“. Това е светилище на заселници от Разложко след неуспялото Кресненско-разложко въстание през 1878 г. След оброчището се продължава отново на югоизток по пътя пред Дълбоки дол към Езерището, като пътят вече започва да слиза надолу. Оттук може да се поеме в няколко посоки: • вдясно се излиза на м. Марушкината жижницам където има детски ски писти; • след Дълбоки дол по камионният път може да се поеме през м. Стипцата със страховитата ровина към м. Градището; • ако се продължи по камионния път още напред, скоро се стига до м. Дренете. Оттук вдясно се отделя горски път, който преминава през м. Мадилница и стига до р. Перущица.

Стигнали по камионния път в м. Езерището след пресичането на р. Джерман, се излиза източно от скалата Портите. Оттук по пътеката Сливите, през Арнаутската бачия и Жълтия гьол се продължава за м. Дяк.